# Kakkehalli, Hassan
Kakkehalli là một làng thuộc tehsil Hassan, huyện Hassan, bang Karnataka, Ấn Độ.